# 東貝斯基德山脈

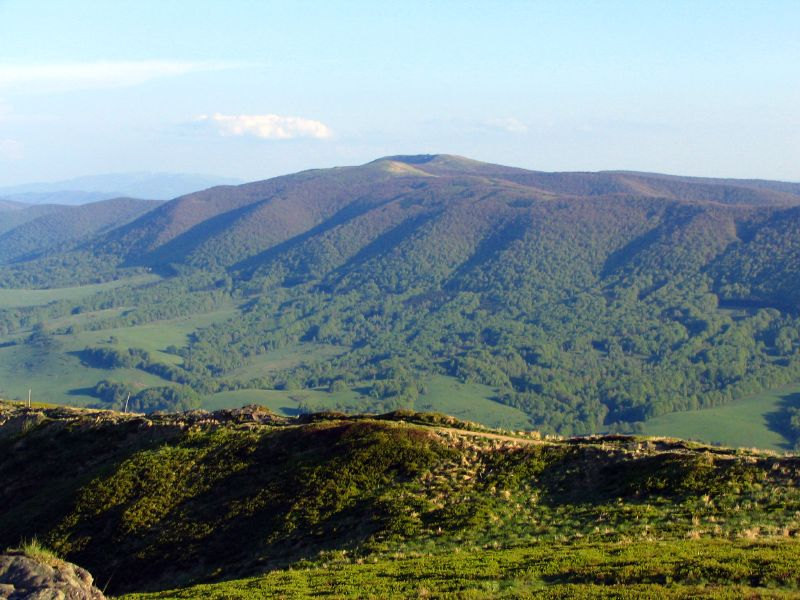

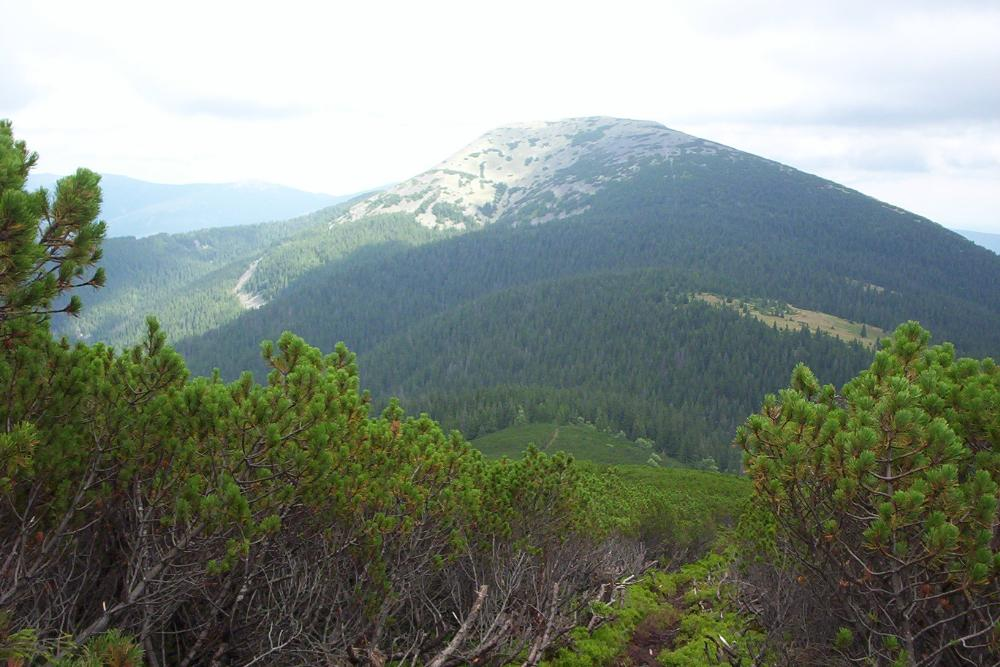

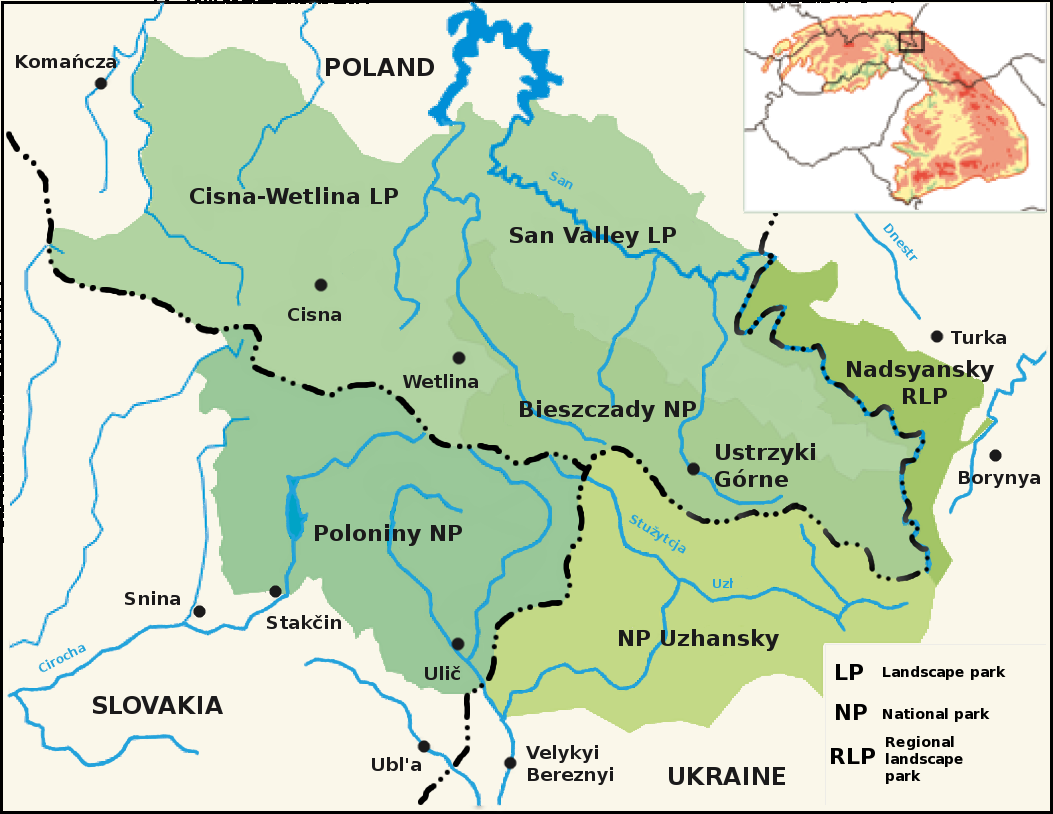

東貝斯基德山脈是東歐的山脈，橫跨波蘭、烏克蘭、斯洛伐克和羅馬尼亞，屬於貝斯基德山的一部分，最高點霍韦尔拉山海拔高度2,061米。